# エンプレサス・フェリア
エンプレサス・フェリア（Empresas Feria）は、チリの音楽関連の事業を行う企業。チリの主な音楽店チェーンやレコードレーベルを保有している。

## 概要
- 1956年 - マルタ・ゴンサレス・マルニーチ (Marta González Marnich)によってエンプレサス・フェリアが設立される。
- 1966年 - 音楽ストア・フェリア・デル・ディスコ (Feria del Disco)を開店。
- 2005年 - レコードレーベルのフェリア・ミュージック (Feria Music)を立ち上げた。
- 2006年 - 開店20周年記念を迎え、音楽ストアがフェリア・デル・ディスコからフェリア・ミックス (Feria Mix)に社名変更。
- 2007年 - フェリア・ミュージックがインディーズレーベル・La Orejaと合併する。
- 2010年 - 日本のバンド・VAMPSのアルバム「BEAST」をチリで発売した。このリリースは、日本のアーティスト初のチリ・リリースとなった。

## フェリア・ミュージック

### アーティスト一覧
- アルベルト・プラサ
- アマンゴ
- アメリコ
- アントニオ・リオス
- アンヘル・パラ・トリオ
- BKN
- カナル・マグダレーナ
- コングレーソ
- デ・サローン
- デニス・ロセンタル
- イジャープ
- ハビエラ・パラ
- ホルヘ・ゴンサレス
- カレン・パオラ
- ケル
- ラ・ノーチェ
- ロス・ミセラブレス
- ルル・ジャム
- ナタリーノ
- ニコール・ナタリーノ
- モビミエント・オリヒナール
- プリマベラ・デ・プラガ
- シネルヒア
- バネサ・アギレーラ